# ناثان بارنز
ناثان بارنز (بالإنجليزية: Nathan Barnes)‏ هو لاعب دوري الرغبي أسترالي، ولد في 22 يوليو 1975.